# Cisterne romane di Frigento
Le cisterne romane di Frigento sono un sito archeologico presso il comune italiano di Frigento, nella provincia di Avellino. Rappresentano uno dei complessi archeologici più interessanti dell'Irpinia ed il loro ingresso si colloca a 908 metri s.l.m.

## Storia
Le cisterne rappresentano la principale testimonianza di epoca romana a Frigento. Databili al I secolo a.C. dalla tipologia delle volte, vennero realizzate in opus incertum in età tardo repubblicana: sono accessibili da via S. Giovanni, all'interno del centro storico. Le indagini archeologiche, avrebbero permesso di collegare le cisterne ad altri rinvenimenti nelle vicinanze, ad esempio di suspensurae e forse mosaici, portando ad ipotizzare l'esistenza di un complesso termale che avrebbe attinto le acque necessarie dalle cisterne stesse.
La loro presenza è stata inoltre collegata ad un'epigrafe coeva ritrovata nella cattedrale di S. Maria Assunta: in essa, le cisterne sono inserite in un elenco di lavori pubblici promossi da magistrati locali quinquennales, Lucio Sepunio ed in particolare G. Quinzio Valgo, sostenitore di Silla e, secondo Cicerone, possessore dell'ager Hirpinus. Tale iscrizione e le cisterne, oltre al passaggio limitrofo della via Appia, hanno condotto fin dal XIX secolo ad ipotizzare l'esistenza a Frigento di un municipium romano: tuttavia, la questione risulta controversa. Non essendo indicato tra le comunità dell'Irpinia citate da autori antichi come Plinio il Vecchio, si è pensato che l'epigrafe potesse essere originaria della vicina Aeclanum e trasportata a Frigento in un secondo momento. Altri ritengono invece che l'origine autoctona dell'iscrizione sarebbe confermata dalla presenza stessa delle cisterne, assenti ad Aeclanum. Resta però il fatto che Frigento non è citata neppure negli antichi itineraria.
La progettazione e la costruzione dell'infrastruttura idrica potrebbe essere attribuita all'architetto Gaius Antistius Isochrysus (forse di origine greca), citato su un'altra epigrafe rinvenuta in via Roma, non lontano dalle cisterne. In tutta la Regio II, si tratterebbe inoltre dell'unica iscrizione conosciuta a menzionare specificamente un architetto.
Dopo le prime osservazioni, avvenute tra il XVIII e il XIX secolo, vere e proprie indagini archeologiche cominciarono negli anni cinquanta del Novecento sotto la direzione di Giovanni O. Onorato, attuando la ripulitura di alcuni dei bracci delle cisterne e del condotto di immissione delle acque. Sono poi seguite indagini negli anni novanta e nel 2002, in grado di mettere in luce ulteriori particolari sulla copertura delle volte.

## Descrizione

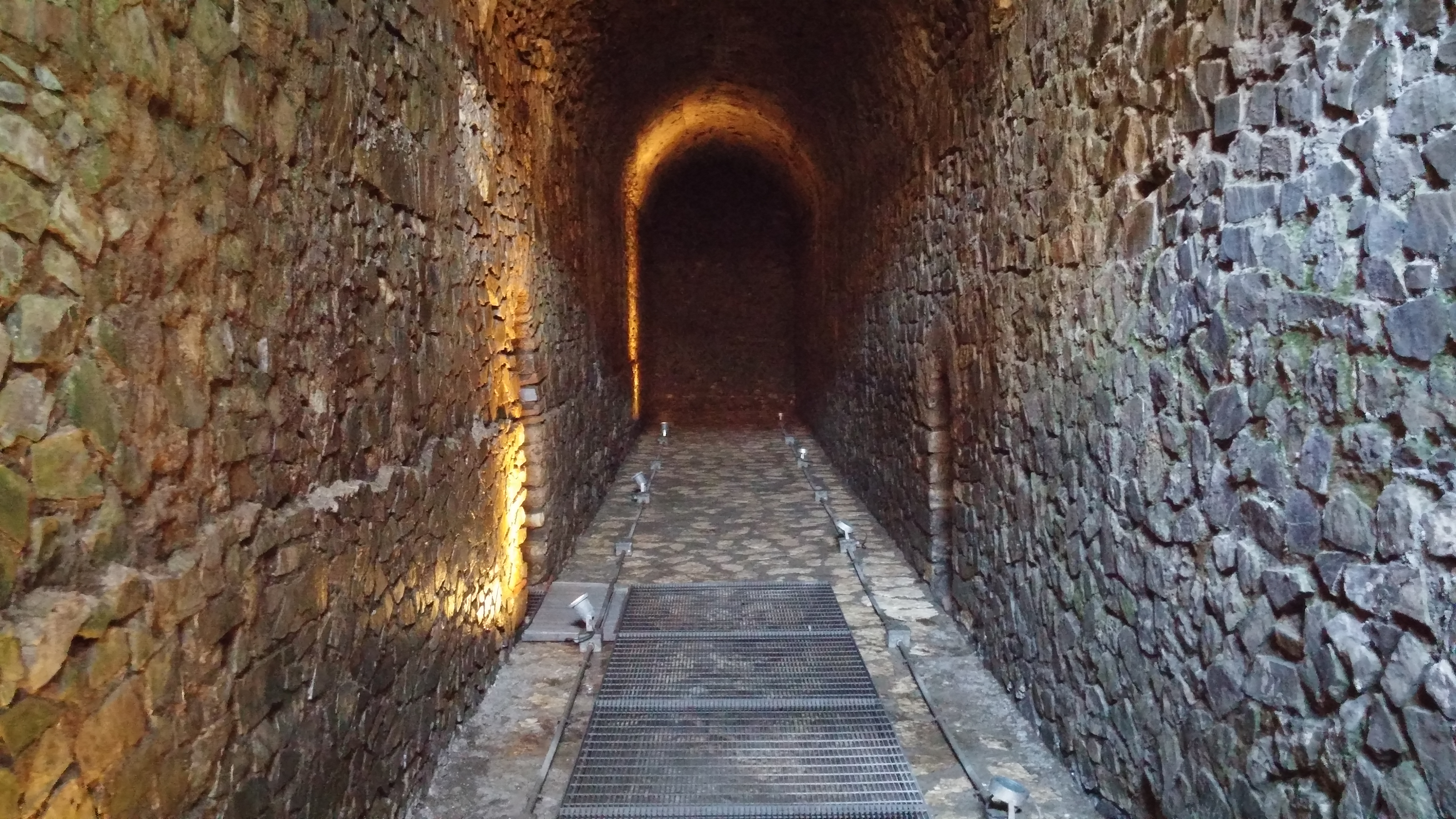
Uno dei bracci delle cisterne

Le cisterne, site al di sotto di un edificio ottocentesco e di un giardino, sono costituite da quattro bracci visibili, di cui solo tre accessibili (a causa dell'interramento dell'ultimo) tramite un ingresso aperto grazie alla rottura delle volte, per favorire il prelievo dell'acqua nel corso del tempo. Secondo alcune testimonianze raccolte da studiosi locali durante il XVIII e il XIX secolo, in realtà la loro estensione doveva risultare molto più ampia e comprendere forse undici tunnel.
Le gallerie sono lunghe 20-21 m, larghe 2 m e alte 3,50-90 m, sebbene il pavimento sia stato rialzato di 30 cm, coprendo quello originale in cocciopesto con un altro in pietra locale. Le volte a botte sono state realizzate in opus caementitium, rivestito in opus incertum lungo le pareti laterali, contenente diversi tipi di pietra calcarea. Sempre nelle volte, in particolare nella prima, sono visibili alcune aperture: sia accidentali, dovute alle opere edilizie dei secoli successivi, sia intenzionali, forse per il controllo del volume delle acque o a scopo di aerazione. Inoltre, i bracci sono collegati tra loro da portelle con archi realizzati in travertino, irregolari nelle dimensioni e nell'allineamento, mentre il deflusso delle acque veniva probabilmente fatto convergere in una struttura nell'area antistante tramite un canale con pendenza dell'1%, per poi essere distribuito ad altri settori del centro abitato grazie ad apposite condutture.
Collocate sul punto più alto del percorso tra Beneventum e Compsa, le cisterne, sfruttando le particolari condizioni climatiche di Frigento, raccoglievano acqua piovana e derivante dallo scioglimento delle nevi nel periodo tra la fine dell'autunno e l'inizio della primavera: all'interno di queste strutture, la qualità e la potabilità delle acque risultava decisamente superiore. Allo stesso tempo, durante la costruzione venne inglobata una falda acquifera, apparentemente ancora attiva, tanto da rendere necessario l'uso di una pompa idrovora.
La realizzazione delle cisterne è stata perciò studiata in modo da incanalare una quantità di acqua in grado di provvedere alle necessità idriche durante tutto l'anno, della quale è possibile fornire solo una stima parziale e ipotetica tra i 5.798 e i 6.526 m³ (esclusa l'acqua di origine nevosa).